# El Salitre, Villa Hidalgo
El Salitre är en ort i Mexiko.   Den ligger i kommunen Villa Hidalgo och delstaten Zacatecas, i den centrala delen av landet, 400 km nordväst om huvudstaden Mexico City. El Salitre ligger 2 113 meter över havet och antalet invånare är 772.
Terrängen runt El Salitre är huvudsakligen platt, men österut är den kuperad. El Salitre ligger nere i en dal som går i nord-sydlig riktning. Runt El Salitre är det ganska glesbefolkat, med 45 invånare per kvadratkilometer. Närmaste större samhälle är Villa Hidalgo, 8,7 km sydost om El Salitre. Omgivningarna runt El Salitre är i huvudsak ett öppet busklandskap.